# Ethmostigmus rubripes
Ethmostigmus rubripes är en mångfotingart som först beskrevs av Brandt 1840.  Ethmostigmus rubripes ingår i släktet Ethmostigmus och familjen Scolopendridae.

## Underarter
Arten delas in i följande underarter:
- E. r. rubripes
- E. r. platycephalus
- E. r. spinosus

## Bildgalleri

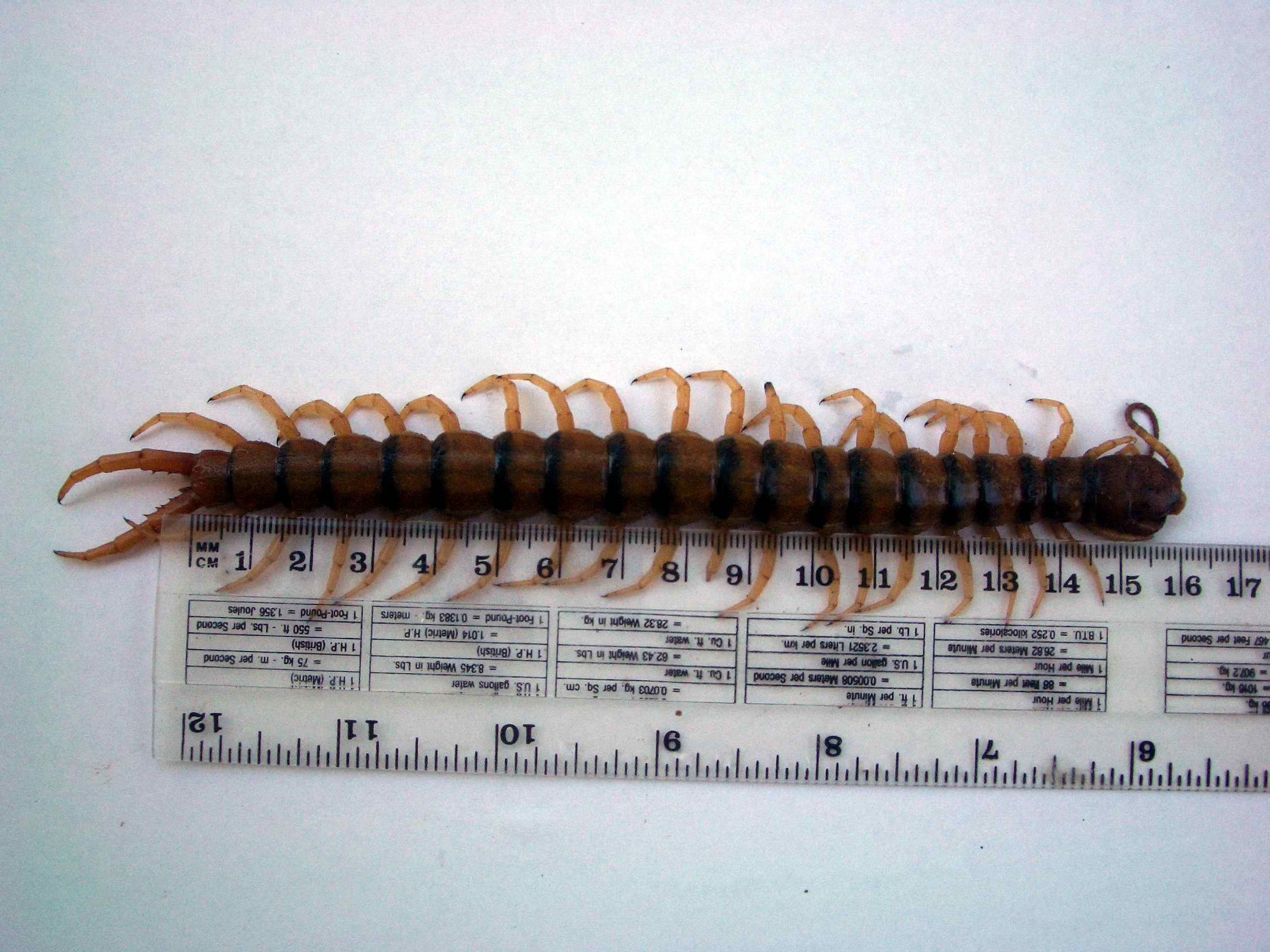